# Joel Crawford
Joel Crawford (...) è un regista, animatore, sceneggiatore e doppiatore statunitense, noto principalmente per aver diretto I Croods 2 - Una nuova era (The Croods: A New Age) e Il gatto con gli stivali 2 - L'ultimo desiderio (Puss in Boots: The Last Wish).

## Carriera
Joel Crawford si è laureato al California Institute of the Arts. 
Nel 2006, Joel Crawford è entrato a far parte di DreamWorks Animation, dove ha lavorato come artista di storie in Bee Movie,  la trilogia di Kung Fu Panda, Shrek e vissero felici e contenti (Shrek Forever After) e Le 5 leggende (Rise of the Guardians). 
Nell'ottobre 2017, Crawford ha firmato per dirigere I Croods 2 - Una nuova era (The Croods: A New Age), sostituendo sia Kirk DeMicco che Chris Sanders come regista. 
Nel novembre 2017, Crawford ha diretto Trolls: Missione vacanze (Trolls Holiday), uno spin-off a tema natalizio di mezz'ora del film del 2016 Trolls. 
Nel marzo 2021, Crawford ha sostituito Bob Persichetti come regista del film del 2022 Il gatto con gli stivali 2 - L'ultimo desiderio (Puss in Boots: The Last Wish). 
Il 3 giugno 2023, Crawford ha ricevuto una laurea honoris causa dal Savannah College of Art and Design per i suoi contributi all'animazione.

## Filmografia

### Regista

#### Lungometraggi
- I Croods 2 - Una nuova era (The Croods: A New Age) (2020)
- Il gatto con gli stivali 2 - L'ultimo desiderio (Puss in Boots: The Last Wish) (2022)

#### Cortometraggi
- Trolls: Missione vacanze (Trolls Holiday) (2017)

### Animatore
- Bee Movie, regia di Simon J. Smith e Steve Hickner (2007)
- Kung Fu Panda, regia di Mark Osborne e John Stevenson (2008)
- Shrek e vissero felici e contenti (Shrek Forever After), regia di Mike Mitchell (2010)
- Kung Fu Panda 2, regia di Jennifer Yuh (2011)
- Le 5 leggende (Rise of the Guardians), regia di Peter Ramsey (2012)
- SpongeBob - Fuori dall'acqua (The SpongeBob Movie: Sponge Out of Water), regia di Paul Tibbitt (2015)
- Kung Fu Panda 3, regia di Jennifer Yuh e Alessandro Carloni (2016)
- Trolls, regia di Mike Mitchell e Walt Dohrn (2016)
- The LEGO Movie 2 - Una nuova avventura (The Lego Movie 2: The Second Part), regia di Mike Mitchell (2019)

### Doppiatore (ruoli minori)
- I Croods 2 - Una nuova era (The Croods: A New Age), regia di Joel Crawford (2020)
- Il gatto con gli stivali 2 - L'ultimo desiderio (Puss in Boots: The Last Wish), regia di Joel Crawford (2022)

## Riconoscimenti
- Premio Oscar
  - 2023 – Candidatura al miglior film d'animazione per Il gatto con gli stivali 2 - L'ultimo desiderio (Puss in Boots: The Last Wish)
- Golden Globe
  - 2021 – Candidatura per miglior film d'animazione per I Croods 2 - Una nuova era (The Croods: A New Age)
  - 2023 – Candidatura al miglior film d'animazione per Il gatto con gli stivali 2 - L'ultimo desiderio (Puss in Boots: The Last Wish)
- Premio BAFTA
  - 2023 – Candidatura al miglior film d'animazione per Il gatto con gli stivali 2 - L'ultimo desiderio (Puss in Boots: The Last Wish)